# Georg Friedrich Hoffmann (Mediziner, 1957)

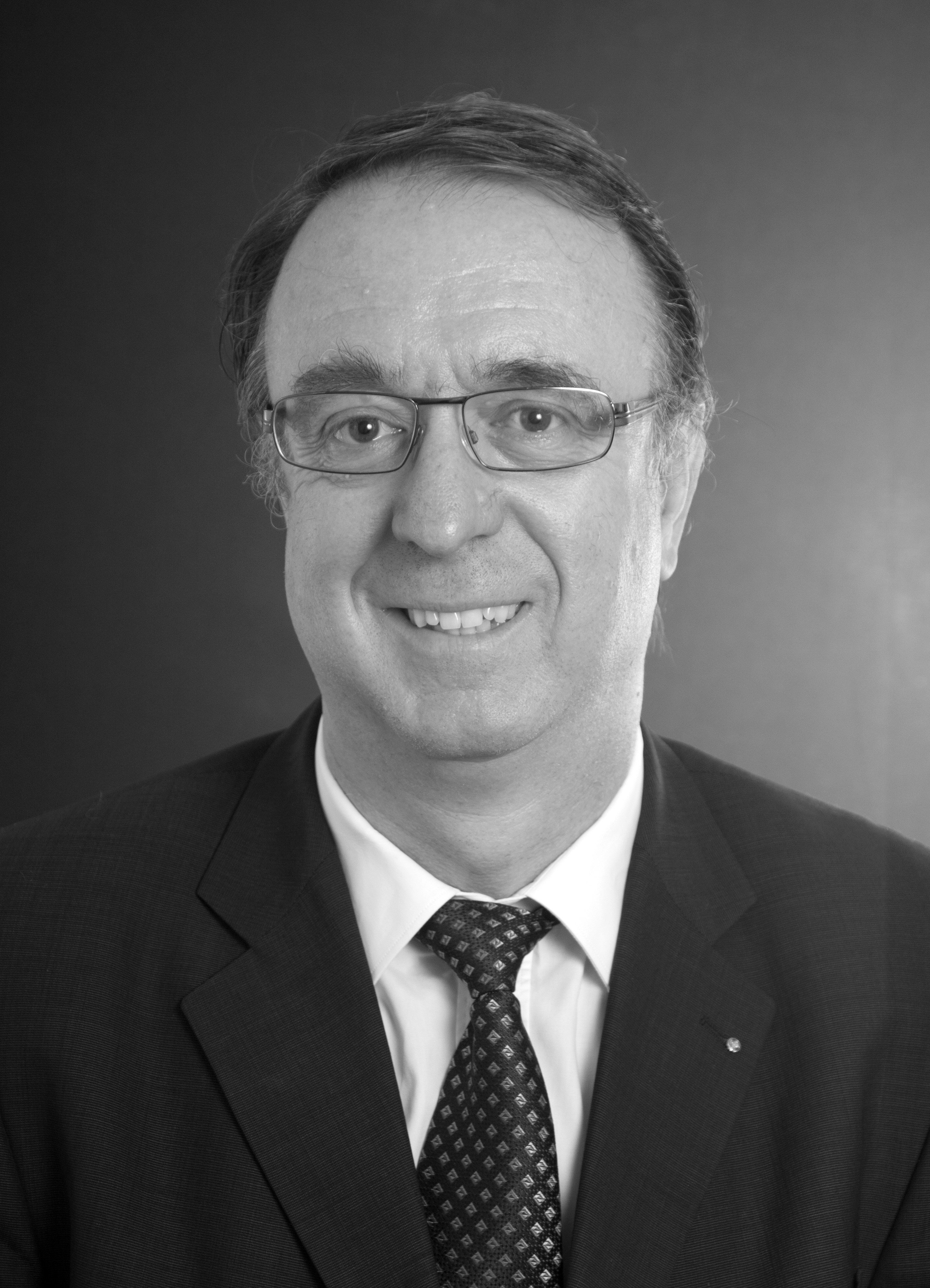
Georg Friedrich Hoffmann (2020)

Georg Friedrich Hoffmann (* 1957 in Goslar) ist ein deutscher Facharzt für Pädiatrie, Ordinarius für Allgemeine Kinderheilkunde und Direktor der Klinik Kinderheilkunde I (Schwerpunkte: Allgemeine Pädiatrie, Neuropädiatrie, Stoffwechsel, Gastroenterologie und Nephrologie) sowie ärztlicher und geschäftsführender Direktor des Zentrums für Kinder- und Jugendmedizin des Universitätsklinikums Heidelberg. Des Weiteren hat er die ärztliche Leitung des Dietmar-Hopp-Stoffwechselzentrums, die Leitung des Sceeningzentrums für Baden-Württemberg, Rheinland-Pfalz und des Saarlandes, der Trackingzentrale des Neugeborenenhörscreening und des Zentrums für Seltene Erkrankungen, Universitätsmedizin Heidelberg inne.

## Leben und Wirken
Nach dem Abitur in Goslar studierte Georg F. Hoffmann Humanmedizin an der Georg-August-Universität Göttingen und (als Stipendiat des Deutschen Akademischen Austauschdienstes) ebenso an der Medical School der University of Birmingham in Großbritannien. Nach dem medizinischen Staatsexamen und erfolgter Approbation als Arzt im April 1984 legte er im Juni desselben Jahres seine Promotion an der Universität Göttingen zu dem Thema Störungen im Kohlenhydrat- und Energiestoffwechsel als Ursache geistiger Retardierung und neurodegenerativer Erkrankungen (am Lehrstuhl von U. Langenbeck, Institut für Humangenetik) ab.
Georg F. Hoffmann begann anschließend von 1984 bis 1986 an der Pädiatrie des Universitätsklinikums San Diego, USA, (am Lehrstuhl von W. L. Nyhan, M.D., Ph.D.) seine Facharztausbildung, führte sie von 1986 bis 1990 an der Universitäts-Kinderklinik Göttingen fort und absolvierte 1990/91 an der Universitäts-Kinderklinik Heidelberg dieselbe, sodass er im Juni 1991 seine Anerkennung als Kinderarzt erhielt. Im September 1992 wurde er zum Oberarzt und Leiter der Sektion Pädiatrische Stoffwechselerkrankungen an der Universitäts-Kinderklinik Heidelberg ernannt und legte im Dezember desselben Jahres seine Habilitation an der Ruprecht-Karls-Universität Heidelberg zu dem Thema: Die Mevalonazidurie – Eine Stoffwechselerkrankung der Cholesterin- und Isoprenoidbiosynthese ab. Dort wurde er im Januar 1993 zum Privatdozenten für das Fach Kinderheilkunde ernannt.
Im Jahr 1994 erhielt er seine Berufung und Ernennung zum Universitätsprofessor und Leiter der „Klinik Pädiatrie II“ an der Universitäts-Kinderklinik der Philipps-Universität Marburg (Schwerpunkte: Neuropädiatrie und Stoffwechselerkrankungen). Er erhielt im Jahr 1996 die Anerkennung für den Schwerpunkt Neonatologie sowie im Jahr 1999 die Anerkennung für die Fachkunde Laboruntersuchungen. Im Dezember 1999 wurde er zum Ordinarius und Leiter der „Klinik Kinderheilkunde I“ (Schwerpunkte: Allgemeine Pädiatrie, Neuropädiatrie, Stoffwechsel, Gastroenterologie und Nephrologie) sowie zum geschäftsführenden ärztlichen Direktor des Zentrums für Kinder- und Jugendmedizin des Universitätsklinikums Heidelberg berufen und ernannt. Im Februar 2007 erhielt Georg F. Hoffmann die Anerkennung des Schwerpunktes Neuropädiatrie. Zusätzlich zu seinen Aufgaben in Klinik, Forschung und Lehre als Ordinarius für Kinderheilkunde ist das Wirken von Georg F. Hoffmann in der Weiterentwicklung von neuen Methoden, ihren Anwendungen über mehr als 30 Jahre und Evaluation der Langzeitergebnisse des Erweiterten Neugeborenenscreenings prägend für diese populationsbezogene Untersuchung aller deutschen Neugeborenen. Bei Übernahme der Leitung des Screeninglabores für Baden-Württemberg 1991 und ab 2005 ebenfalls für die Bundesländer Nordrhein-Westfalen und Saarland bestand das Neugeborenenscreening in der Untersuchung von 5 Krankheiten. Mit der Entwicklung und Einführung neuer Methodiken, zunächst der Tandem-Massenspektrometrie ab 1999 sowie primär genetischer Analysen ab 2017, sowie als Vorsitzender der Screeningkommission wurden kontinuierlich weitere Erkrankungen eingeschlossen. Ab 2017 werden in Deutschland 19 Krankheiten erfasst und jährlich über 700 Neugeborene von schweren, oft lebensbegrenzenden oder zu geistiger Behinderung führenden Erkrankungen bewahrt. Das Neugeborenenscreening entwickelte sich so zur erfolgreichsten Maßnahme der medizinischen Sekundärprävention weltweit. Die neuen Methoden konnten mit Hilfe des Heidelberger Labores von vielen Ländern übernommen werden. Für seine besondere Lebensleistung wurde Georg F. Hoffmann 2019 mit dem Hufeland-Preis for Preventive Medicine der Deutschen Ärzteschaft sowie 2020 mit dem Guthrie Award der „International Society of Neonatal Screening“ geehrt.
Weitere Engagements:
- 1995–1998: Ehrensekretär, European Society for Pediatric Research
- 2001–2012: Vorstand, Vereinigung leitender Kinderärzte und Chirurgen Deutschlands
- seit 2002: Wissenschaftlicher Beirat, Pediatric Neurotransmitter Disorder Association
- 2004–2014: Fakultätsvorstand, Med. Fakultät der Ruprecht-Karls-Universität Heidelberg
- 2004–2008: Vorsitzender des Leitungsgremiums des Koordinierungszentrums für Klinische Studien (KKS) der Medizinischen Fakultät der Universität Heidelberg
- 2006–2014: Prodekan, Med. Fakultät der Ruprecht-Karls-Universität Heidelberg
- 2006–2014: Vorsitzender der Strukturkommission der Medizinischen Fakultät der Universität Heidelberg
- seit 2009: Stellvertretender Vorsitzender des Leitungsgremiums des Koordinierungszentrums für Klinische Studien (KKS) der Medizinischen Fakultät der Universität Heidelberg
- seit 2009: Sprecher der Screeningkommission der Deutschen Gesellschaft für Kinder- und Jugendmedizin
- seit 2011: Vorsitzender des Zentrums für Seltene Erkrankungen, Universitätsmedizin Heidelberg

## Wissenschaftliche Schwerpunkte
- Neugeborenenscreening in allen Facetten
- Neurometabolische und neurogenetische Erkrankungen
- Diagnostik, Pathophysiologie und Behandlung von Stoffwechselerkrankungen
- Lebererkrankungen, Leberversagen und Leberzelltherapie
- Entwicklung von Plattformen für Stoffwechsel- und Gendiagnostik

## Publikationen
Bei Pubmed sind bislang mehr als 600 wissenschaftliche Publikationen von Georg Friedrich Hoffmann als Autor bzw. Koautor erschienen – dazu mehr als 480 Bücher und Buchkapitel.

### Editorische Berufungen
- Journal of Inherited Metabolic Diseases, Editor 1996–2005, Editor-in-Chief 2005–2009, Editor 2010–2011, Editorial Board seit 2012
- Neuropediatrics, Editor-in-Chief 1996–2009, Editorial Board 2010–2013
- European Journal of Paediatric Neurology, Editorial Board 1997–2008
- WorldJournal of Pediatrics, Founding member of the Editorial Board seit 2004
- Kinderneurologie in Klinik und Praxis, Editorial Board seit 2001
- Monatsschrift „Kinderheilkunde“, Scientific Board seit 2003
- Klinische Pädiatrie, Scientific Board seit 2009
- The Open Pediatric Medicine Journal, Founding member of the Editorial Board seit 2008

## Auszeichnungen
- 1986: Noel Raine Award der Society for the Study of Inborn Errors of Metabolism
- 1994: SSIEM Award der Society for the Study of Inborn Errors of Metabolism
- 2002: Ehrenprofessur an dem Tongji Medical College der Huazhong University of Science and Technology, Wuhan, China
- 2015: Ehrenprofessur an dem Foshan Maternal and Children Hospital, assoziiert an der Southern Medical University, China
- 2015: Ehrenprofessur an der Qingdao-Universität, China
- 2018: Aufnahme als Mitglied in die Leopoldina – Nationale Akademie der Wissenschaften[1]
- 2019: Hufeland Award for Preventive Medicine
- 2020: Guthrie Award